# Palais provincial d'Arlon
Le palais provincial d'Arlon est un édifice de style néoclassique sis sur la place Léopold, à Arlon, chef-lieu de la province de Luxembourg, en Belgique. Œuvre de l'architecte Albert-Jean-Baptiste Jamot, il abrite l'administration provinciale comme le bureau du gouverneur ou le conseil provincial. 
Le bâtiment fut inauguré en 1849.

## Histoire

### Contexte
Après la révolution belge puis la déclaration d'indépendance de la Belgique le 4 octobre 1830, le nouveau royaume annexe le Grand-duché de Luxembourg, alors propriété personnelle du roi des Pays-Bas, Guillaume Ier. Toutefois, une garnison néerlandaise et prussienne demeure stationnée dans la forteresse de Luxembourg, empêchant Luxembourg-ville de devenir le chef-lieu du Luxembourg belge. C'est alors qu'Arlon est choisie pour abriter les nouvelles institutions provinciales, sur l'insistance de Jean-Baptiste Nothomb et au détriment d'autres villes candidates comme Neufchâteau ou Saint-Hubert. Ce choix est confirmé lors la scission du grand-duché de Luxembourg par le traité des XXIV articles, le 19 avril 1839, lors duquel la Belgique doit rendre la  partie orientale du Luxembourg à Guillaume Ier mais peut conserver la partie occidentale, y créant officiellement la neuvième province du royaume : la province de Luxembourg.
Les services provinciaux furent tout d’abord logés dans la Maison Thyes, rue des Carmes. En 1836, le manque de place devenant préoccupant, le gouverneur Joseph de Riquet de Caraman-Chimay décide de louer l’immeuble de François Waltzing-Connerotte pour y transférer l'administration en attendant la création d'un bâtiment qui y serait dédié.

### Évolution
Les travaux de construction de l'« hôtel du Gouvernement provincial » commencent en 1845 avec l’appui du ministre de l’Intérieur de l'époque Jean-Baptiste Nothomb, originaire de Messancy. Il fut achevé puis inauguré en 1849 pour un montant de 200 000 francs belges. Deux annexes furent érigées par la suite : l'une en 1891 et l'autre en 1930. L’aile dite des « archives » abrite actuellement la salle du conseil provincial.
Le 26 janvier 1901, le gouverneur de la province de Luxembourg, Édouard Orban de Xivry y est assassiné dans son bureau d'une balle dans la poitrine tirée par Jean Schneider, un employé du palais qui retourne ensuite l'arme contre lui et se suicide.
Le palais connaît deux incendies : l'un en 1905 et l'autre en 1917. Des rénovations internes sont effectuées dès 1947, après la Seconde Guerre mondiale. En 1975 une extension fut construite pour abriter l'administration provinciale. Le Palais provincial, son jardin et ses alentours sont classés au patrimoine culturel par un arrêté royal du 12 février 1981.

## Description
De style néoclassique, sa façade est élevée en grès de Luxembourg sur trois niveaux dont la partie centrale est agrémentée d’un long balcon à balustrade.

## Stèles et monuments
Différentes stèles commémoratives ornent le palais.
Sur sa façade avant, on trouve :
- Une stèle en hommage aux 786 civils tués lors de l'invasion de la Belgique par l'Allemagne en 1914.
- Deux stèles jumelles en hommage aux anciens combattants, belges et français, morts lors de la Première Guerre mondiale.
- Une stèle en hommage aux prisonniers politiques et otages morts dans les centres d'extermination nazis lors de la Seconde Guerre mondiale.
- Une stèle commémorative en hommage aux soldats et aux résistants belges morts lors de la Seconde Guerre mondiale

A l'arrière des jardins, au croisement de la rue Netzer, de la rue Molitor et de l'avenue Nothomb, on trouve un monument à la mémoire de du gouverneur Édouard Orban de Xivry, assassiné dans le palais le 26 janvier 1901.

## Fonctions connexes
- Lors de la création de la zone de secours Luxembourg en 2014, celle-ci établi son état-major dans l'annexe du Palais[7].

## Galerie

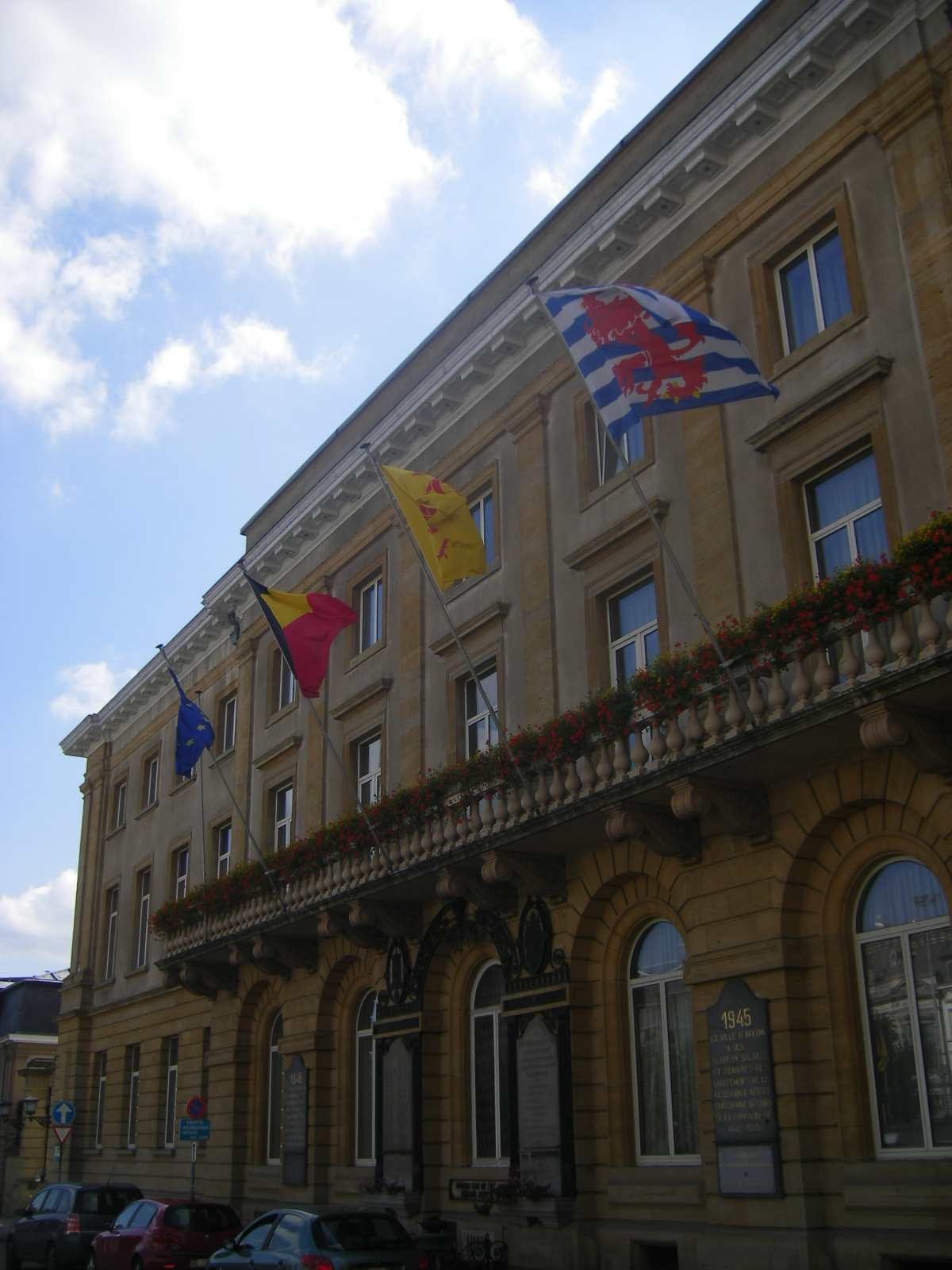
Détails de la façade.
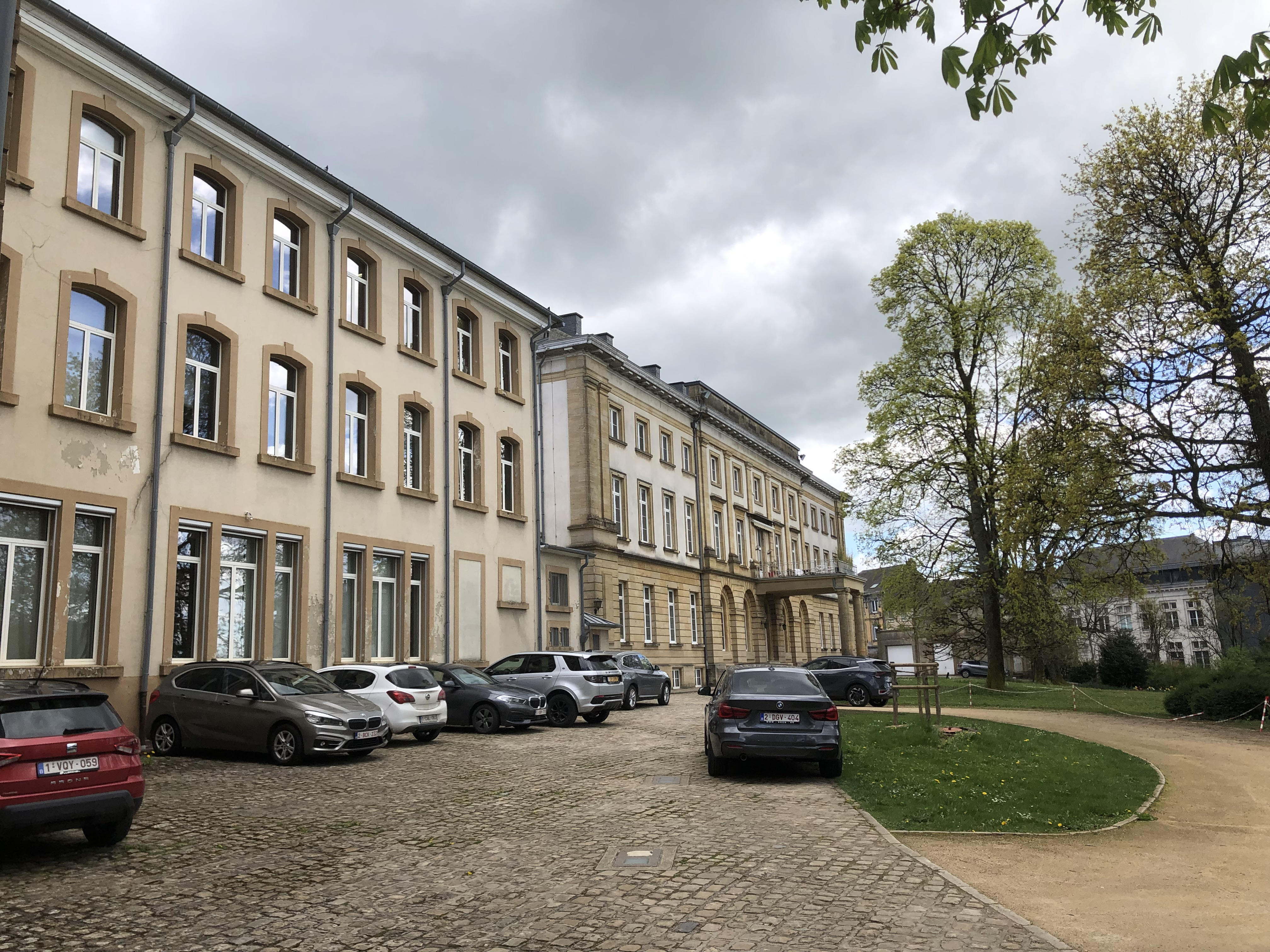
La façade arrière, donnant sur les jardins.
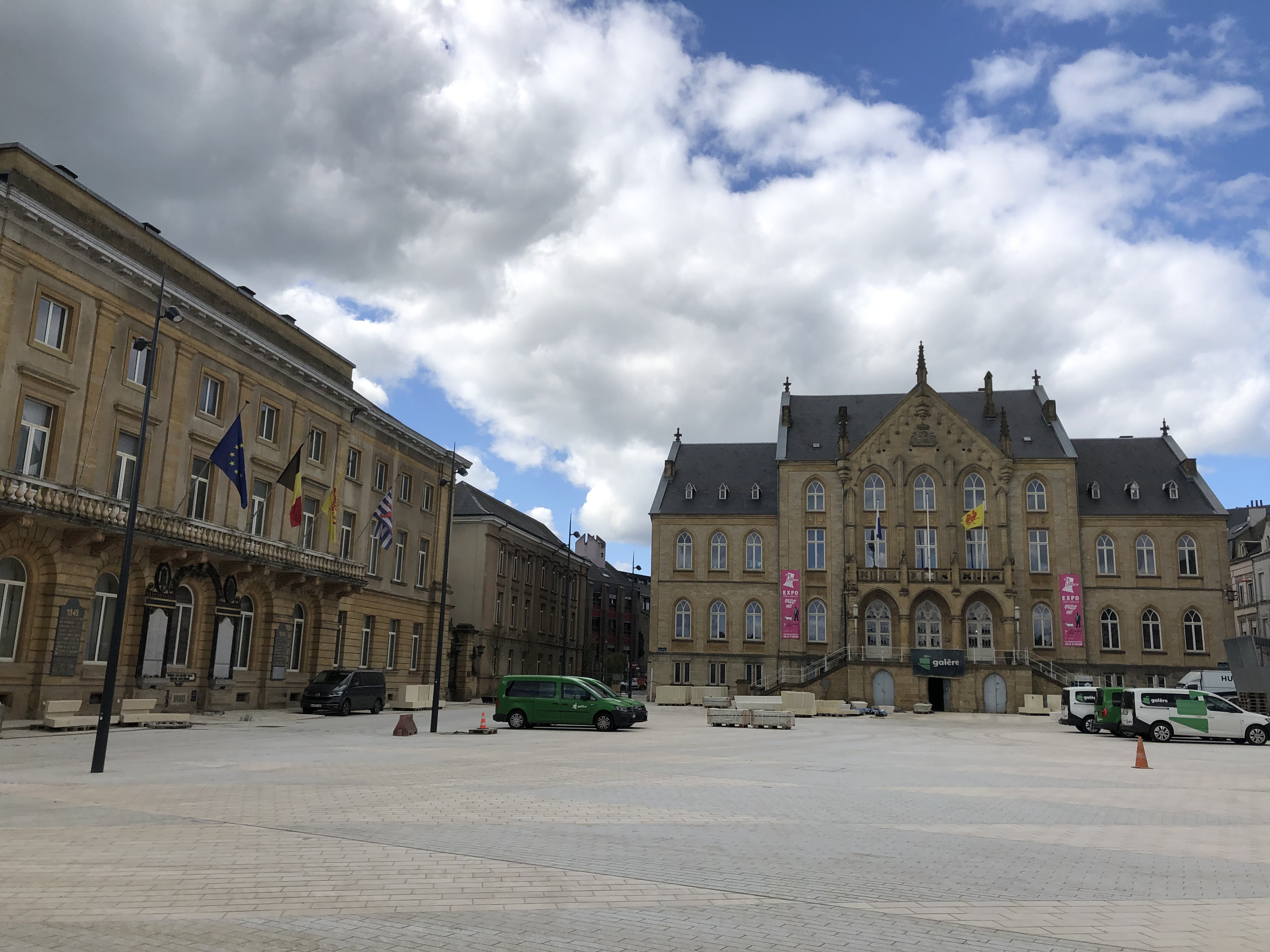
Le palais provincial à gauche, son annexe, son extension et l'ancien palais de justice, à droite, sur la place Léopold.
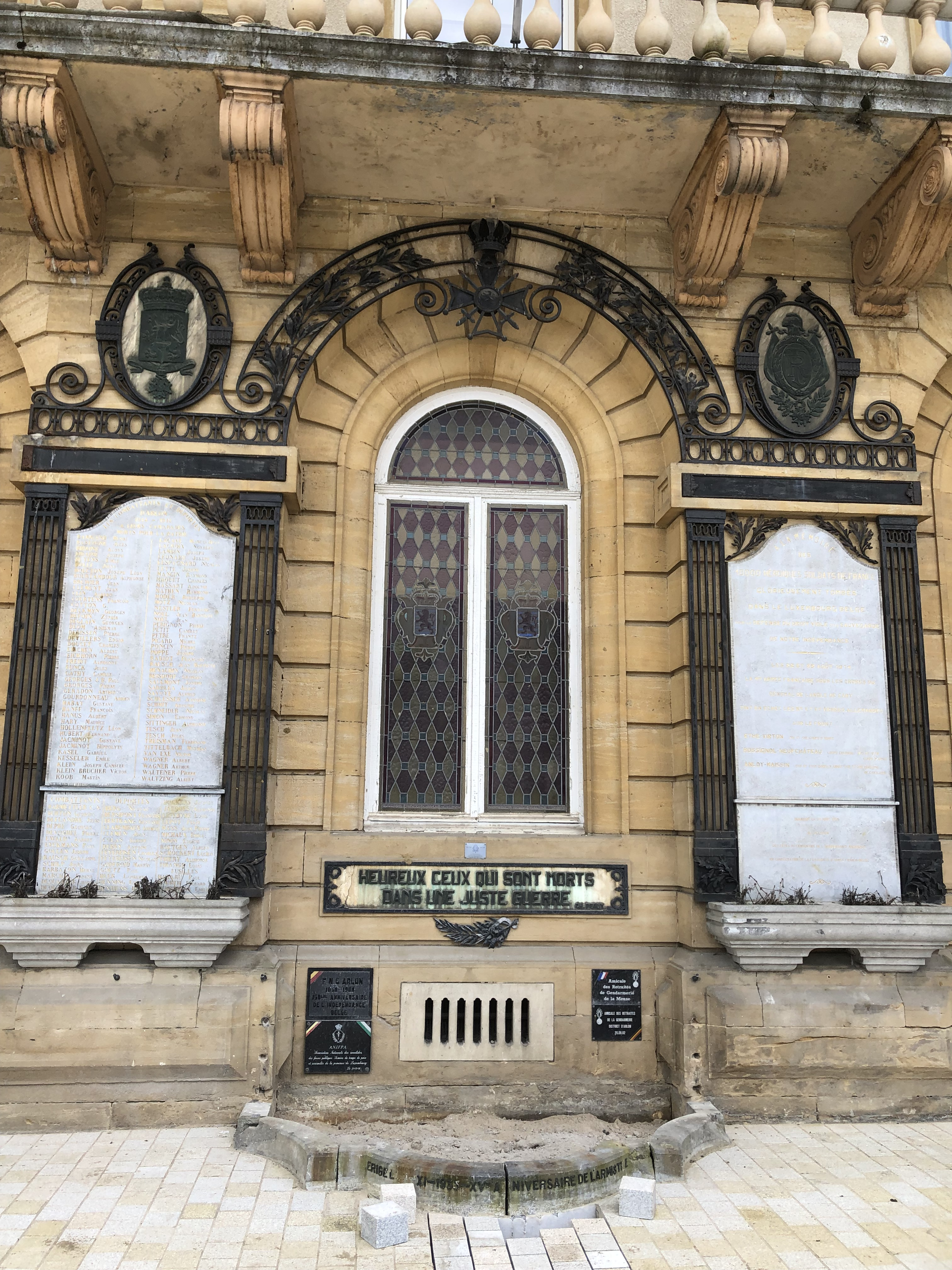
L'une des stèles érigées sur la façade du palais.
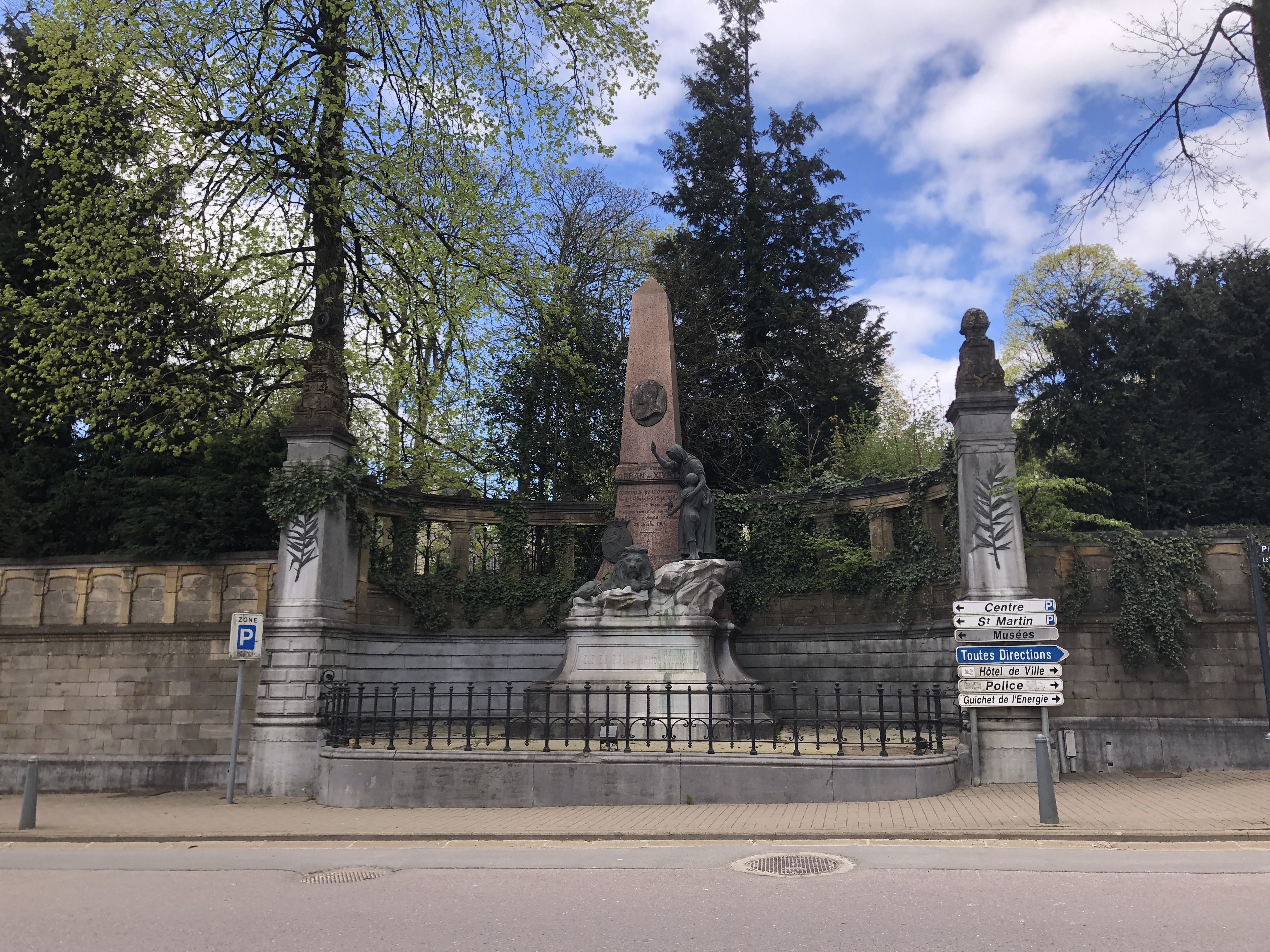
Le monument en hommage à Édouard Orban de Xivry, à l'arrière du palais.
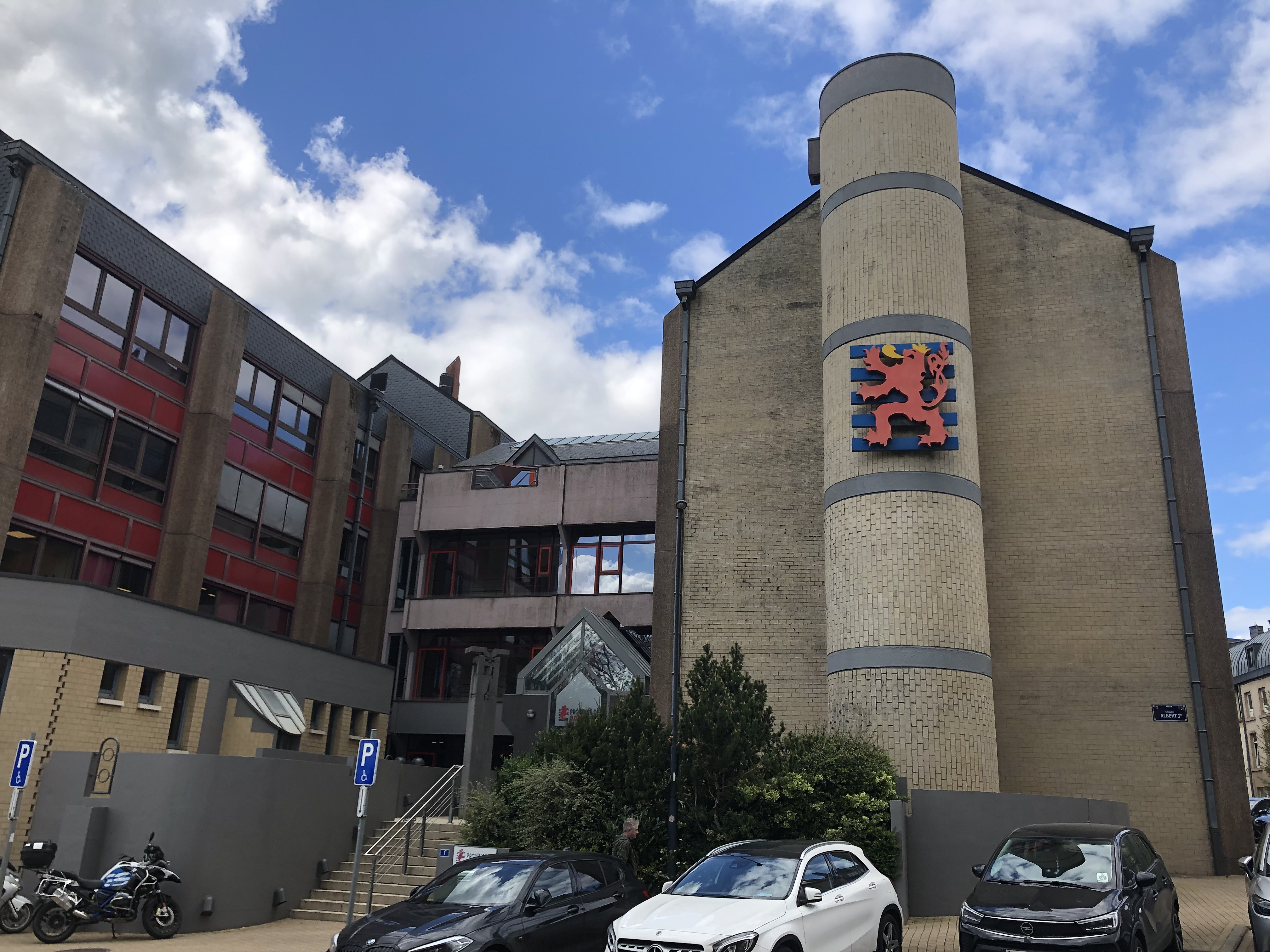
L'extension de 1975, square Albert Ier.